# Rada Perović
Rada Perović (13 aprile 2001) è una pallavolista serba, palleggiatrice della Megavolley.

## Carriera

### Club
La carriera di Rada Perović inizia nella stagione 2015-16 nel Klek Srbijašume, in Prva Liga, con cui, al termine dell'annata 2016-17, conquista la promozione in Superliga, categoria dove milita con lo stesso club a partire dal campionato 2017-18. Nella stagione 2019-20 si trasferisce al Vizura, mentre in quella 2020-21 è allo Železničar Lajkovac, vincendo lo scudetto 2020-21 e la Supercoppa 2021; nell'annata 2022-23 veste la maglia dell'Ub, sempre in Superliga, e conquista la Coppa di Serbia 2022-23.
Nella stagione 2024-25 viene ingaggiata dalla socità italiana della Megavolley, in Serie A1.

### Nazionale
Tra il 2017 e il 2018 viene convocata nella nazionale serba under 18, con cui si aggiudica l'oro al campionato BVA, venendo nominata anche miglior palleggiatrice. Nel 2018 è nella selezione under 19 e nel 2019 in quella under 20.
Nel 2022 ottiene le prime convocazioni nella nazionale maggiore, vincendo nello stesso anno la medaglia di bronzo ai XIX Giochi del Mediterraneo.

## Palmarès

### Club
- Coppa di Serbia: 2

2020-21, 2022-23
- Supercoppa serba: 1

2021

### Nazionale
- Campionato BVA under 18
- Giochi del Mediterraneo 2022

### Premi individuali
- 2018 - Campionato BVA under 18: Miglior palleggiatrice